# Moerasstruikzanger
De moerasstruikzanger (Bradypterus baboecala) is een zangvogel uit de familie Locustellidae.

## Verspreiding en leefgebied
Deze soort komt wijdverspreid voor in Afrika en telt zeven ondersoorten:
- B. b. chadensis: westelijk Tsjaad.
- B. b. abyssinicus: Ethiopië.
- B. b. tongensis: van zuidoostelijk Kenia tot oostelijk Zuid-Afrika.
- B. b. msiri: van oostelijk Angola en zuidoostelijk Congo-Kinshasa tot noordelijk en westelijk Zambia en noordoostelijk Botswana, mogelijk ook in West-Afrika van Ghana tot Kameroen.
- B. b. benguellensis: westelijk Angola.
- B. b. transvaalensis: van centraal Zimbabwe tot Lesotho en oostelijk Zuid-Afrika.
- B. b. baboecala: zuidelijk Zuid-Afrika.

## Status
De grootte van de populatie is niet gekwantificeerd maar de soort wordt omschreven als plaatselijk algemeen. Op de Rode lijst van de IUCN heeft deze soort de status niet bedreigd.